# Thank you, ROCK BANDS! 〜UNISON SQUARE GARDEN 15th Anniversary Tribute Album〜
『Thank you, ROCK BANDS! 〜UNISON SQUARE GARDEN 15th Anniversary Tribute Album〜』（サンキュー、ロックバンズ!〜ユニゾンスクエアガーデン フィフティーンスアニバーサリー トリビュート アルバム）は、日本のバンド、UNISON SQUARE GARDENの15周年記念トリビュート・アルバム。2019年7月24日に発売された。

## 概要
結成15周年を記念して製作され、バンドの15年間の活動で所縁のある12組のアーティストが今作のためにカバーした楽曲が収録されているトリビュート盤と、トリビュート盤の収録曲をユニゾン自身が新規で再レコーディングしたスタジオ・ライブバージョンの聴き比べ盤から構成されるCD2枚組・全24曲を収録。

初回盤には聴き比べ盤を映像化したDVD・Blu-ray Discを封入。また、所縁のあるクリエイターも参加し、自身の選曲からイメージした作品を収録。

なお、野田竜司が選曲し制作した「プログラムcontinued (15th style)」に関して、今作の初回盤に収録されるMVのほうが完成映像となっている為、YouTubeのバンドオフィシャルチャンネルで公開されているMVとでは映像が異なる。

## 収録内容
| 全作詞・作曲: 田淵智也。 | |          |            |      |
| #                        | タイトル | 作詞     | 作曲・編曲 | 時間 |
| 1.                       | 「ガリレオのショーケース」(リアレンジ・歌：イズミカワソラ)                                                                                         | 田淵智也 | 田淵智也   | 4:16 |
| 2.                       | 「シューゲイザースピーカー」(リアレンジ・歌：the pillows)                                                                                          | 田淵智也 | 田淵智也   | 4:16 |
| 3.                       | 「徹頭徹尾夜な夜なドライブ」(リアレンジ・歌：9mm Parabellum Bullet)                                                                                | 田淵智也 | 田淵智也   | 4:34 |
| 4.                       | 「フルカラープログラム」(リアレンジ・歌：a flood of circle)                                                                                        | 田淵智也 | 田淵智也   | 3:59 |
| 5.                       | 「蒙昧termination」(アディショナルリリックス・リアレンジ・歌：SKY-HI)                                                                              | 田淵智也 | 田淵智也   | 3:13 |
| 6.                       | 「MR.アンディ」(アディショナルリリックス・リアレンジ・歌：BIGMAMA)                                                                                 | 田淵智也 | 田淵智也   | 4:16 |
| 7.                       | 「場違いハミングバード」(リアレンジ・歌：パスピエ)                                                                                                 | 田淵智也 | 田淵智也   | 4:28 |
| 8.                       | 「オリオンをなぞる」(リアレンジ：堀江晶太、歌：LiSA)                                                                                               | 田淵智也 | 田淵智也   | 4:19 |
| 9.                       | 「桜のあと (all quartets lead to the?)」(リアレンジ・歌：東京スカパラダイスオーケストラ ホーンアレンジ：北原雅彦)                                  | 田淵智也 | 田淵智也   | 4:19 |
| 10.                      | 「さよなら第九惑星」(リアレンジ・歌：クリープハイプ)                                                                                               | 田淵智也 | 田淵智也   | 4:16 |
| 11.                      | 「シャンデリア・ワルツ」(リアレンジ・歌：THE BACK HORN)                                                                                            | 田淵智也 | 田淵智也   | 5:07 |
| 12.                      | 「シュガーソングとビターステップ」(リアレンジ：堂島孝平 ストリングスアレンジ：堂島孝平・sugerbeans 歌：堂島孝平、ゲストボーカル：かもめ児童合唱団) | 田淵智也 | 田淵智也   | 4:14 |
| 合計時間:                | 合計時間: | 51:17    |            |      |

| 全作詞・作曲: 田淵智也、全編曲: UNISON SQUARE GARDEN。 |                                          |          |            |      |
| #                                                      | タイトル                                 | 作詞     | 作曲・編曲 | 時間 |
| 1.                                                     | 「ガリレオのショーケース」               | 田淵智也 | 田淵智也   | 4:14 |
| 2.                                                     | 「シューゲイザースピーカー」             | 田淵智也 | 田淵智也   | 3:54 |
| 3.                                                     | 「徹頭徹尾夜な夜なドライブ」             | 田淵智也 | 田淵智也   | 4:37 |
| 4.                                                     | 「フルカラープログラム」                 | 田淵智也 | 田淵智也   | 4:22 |
| 5.                                                     | 「蒙昧termination」                      | 田淵智也 | 田淵智也   | 3:15 |
| 6.                                                     | 「MR.アンディ」                          | 田淵智也 | 田淵智也   | 5:14 |
| 7.                                                     | 「場違いハミングバード」                 | 田淵智也 | 田淵智也   | 4:34 |
| 8.                                                     | 「オリオンをなぞる」                     | 田淵智也 | 田淵智也   | 4:18 |
| 9.                                                     | 「桜のあと (all quartets lead to the?)」 | 田淵智也 | 田淵智也   | 4:43 |
| 10.                                                    | 「さよなら第九惑星」                     | 田淵智也 | 田淵智也   | 4:12 |
| 11.                                                    | 「シャンデリア・ワルツ」                 | 田淵智也 | 田淵智也   | 5:06 |
| 12.                                                    | 「シュガーソングとビターステップ」       | 田淵智也 | 田淵智也   | 4:24 |
| 合計時間:                                              | 合計時間:                                | 52:53    |            |      |

| #   | タイトル                                 | 作詞 | 作曲・編曲 |
| --- | ---------------------------------------- | ---- | ---------- |
| 1.  | 「ガリレオのショーケース」               |      |            |
| 2.  | 「シューゲイザースピーカー」             |      |            |
| 3.  | 「徹頭徹尾夜な夜なドライブ」             |      |            |
| 4.  | 「フルカラープログラム」                 |      |            |
| 5.  | 「蒙昧termination」                      |      |            |
| 6.  | 「MR.アンディ」                          |      |            |
| 7.  | 「場違いハミングバード」                 |      |            |
| 8.  | 「オリオンをなぞる」                     |      |            |
| 9.  | 「桜のあと (all quartets lead to the?)」 |      |            |
| 10. | 「さよなら第九惑星」                     |      |            |
| 11. | 「シャンデリア・ワルツ」                 |      |            |
| 12. | 「シュガーソングとビターステップ」       |      |            |

| #  | タイトル                                                                          | 作詞 | 作曲・編曲 |
| -- | --------------------------------------------------------------------------------- | ---- | ---------- |
| 1. | 「Own Civilization (nano-mile met)」(ポストカード クリエイター：いのうえよしひろ) |      |            |
| 2. | 「エアリアルエイリアン」(B3サイズポスター クリエイター：鈴木ヒロキ)               |      |            |
| 3. | 「クローバー」(描き下ろしマンガ小冊子 クリエイター：内藤泰弘)                     |      |            |
| 4. | 「スカースデイル」(原寸大B4サイズポスター クリエイター：中島玲菜)                 |      |            |
| 5. | 「プログラムcontinued (15th style)」(Music Video 完全版 クリエイター： 野田竜司)  |      |            |
| 6. | 「流星行路 ～ Catch up, latency」(ドキュメント映像 クリエイター：フカツマサカズ)  |      |            |
| 7. | 「参加作品 未公表」(描き下ろしマンガ小冊子 クリエイター：ヤスダスズヒト)          |      |            |